# Nome (Alaska)
Pour les articles homonymes, voir Nome.
Nome est une ville située dans la région de recensement de Nome à l'extrême pointe Ouest de l'Alaska. D'après le recensement de 2000, la population est de 3 505 habitants.

## Étymologie
L'origine du nom est incertaine : plusieurs hypothèses s'affrontent. Nome pourrait évoquer la ville norvégienne du même nom. Le nom pourrait également provenir d'un point situé à 19 km de la ville[réf. nécessaire]. Le nom du cap Nome serait le résultat d'une erreur d’un cartographe britannique qui recopiait les annotations manuscrites sur une carte conçue par un officier britannique ayant exploré le détroit de Béring. L'officier avait écrit « ? Name » (« ? nom ») à côté du cap qui n’avait pas encore de nom. Le cartographe aurait plutôt lu « C. Nome », qui aurait pu signifier « Cape Nome ».

## Histoire
La côte ouest de l'Alaska a été occupée par les chasseurs inuits depuis la préhistoire, mais il ne semble pas qu'une communauté se soit jamais spécifiquement installée sur le site de Nome[réf. nécessaire].
La ville est créée en 1899 par le Norvégien Jafet Lindeberg (en) et deux Suédois, Erik Lindblom (en) et John Brynteson (en), à Anvil Creek (« crique de l’enclume »). La nouvelle s’est répandue durant l'hiver dans les champs aurifères du Klondike engendrant une ruée vers l’or. L'année suivante, Nome avait une population de 10 000 personnes.

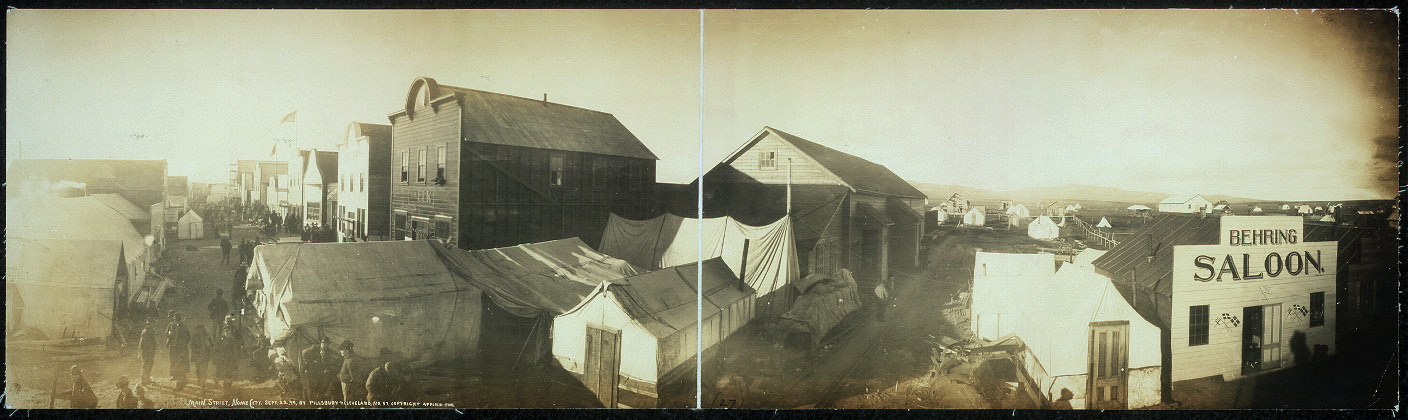
Nome en septembre 1899. La ville avait alors deux mois d'existence.

La découverte d'or dans le sable des plages de cette partie du littoral en 1899 s’est fait connaître jusqu’au sud des États-Unis, attirant une seconde vague de milliers de chercheurs d’or et de commerçants qui ont afflué à Nome au printemps 1900 à bord de bateaux à vapeur venant des ports de Seattle et de San Francisco. Dans l’année même, une ville champignon essentiellement constituée de tentes s’élevait sur les plages et sur la côte et s’étendait sur 48 km (30 milles), du cap Rodney au cap Nome. Dans les années 1890, le célèbre Wyatt Earp achète un saloon à Nome.

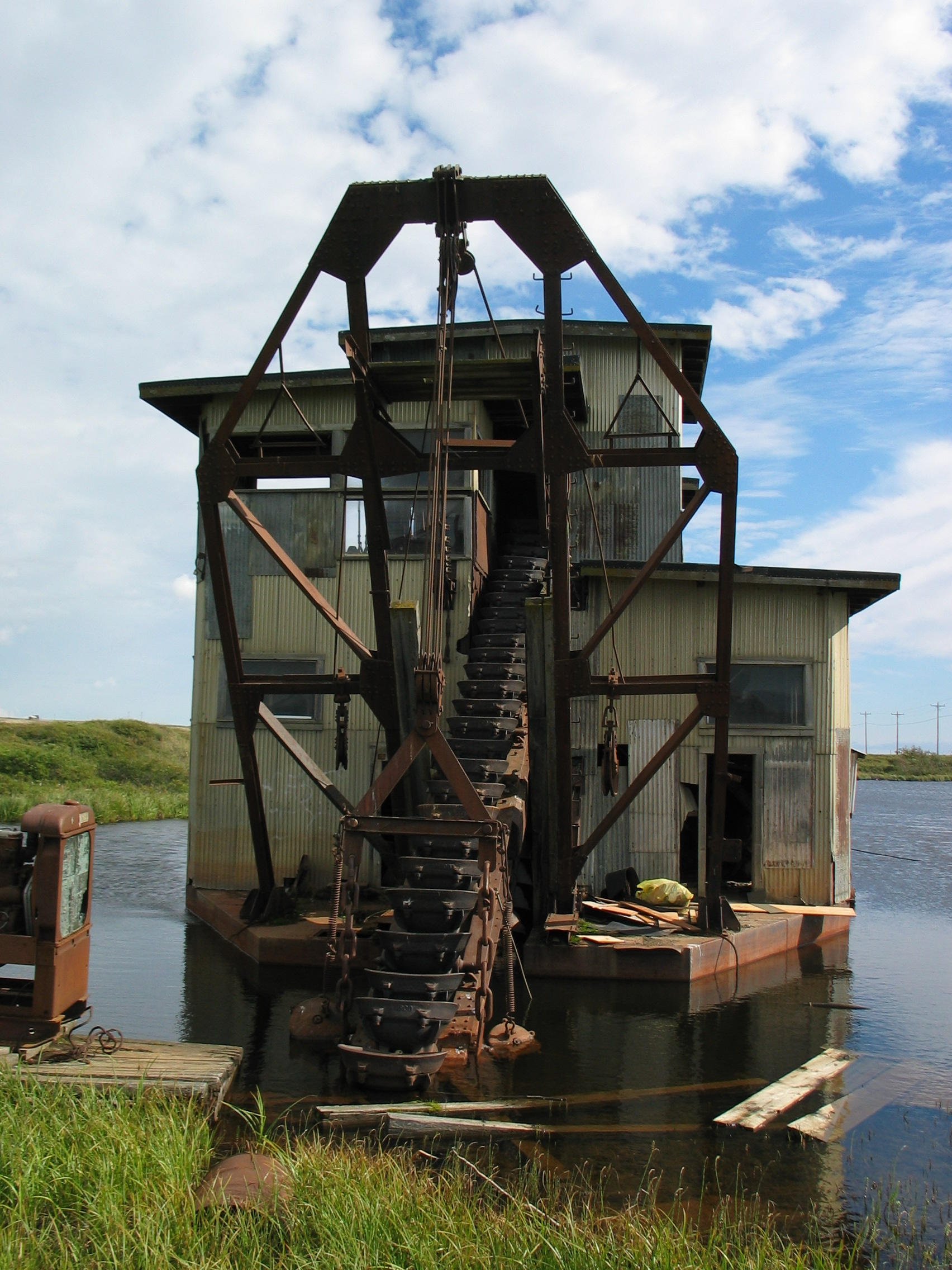
Vieille barge apportée de San Francisco pour la recherche de l'or. Elle n'aurait servi qu'un an.

De 1900 à 1909 la population estimée a atteint 20 000 habitants (contre 12 488 en 1900, selon le recensement américain), faisant à cette époque de Nome la plus grande ville de l'Alaska. Au début de cette période, l'armée américaine chargée de contrôler la zone expulsait à chaque automne tout habitant ne disposant pas d’un logement (ou des moyens d’en louer un) afin que l'hiver rigoureux n’emporte pas ceux qui ne pouvaient pas se loger[réf. nécessaire].

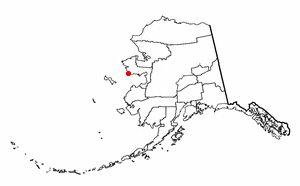
Localisation.

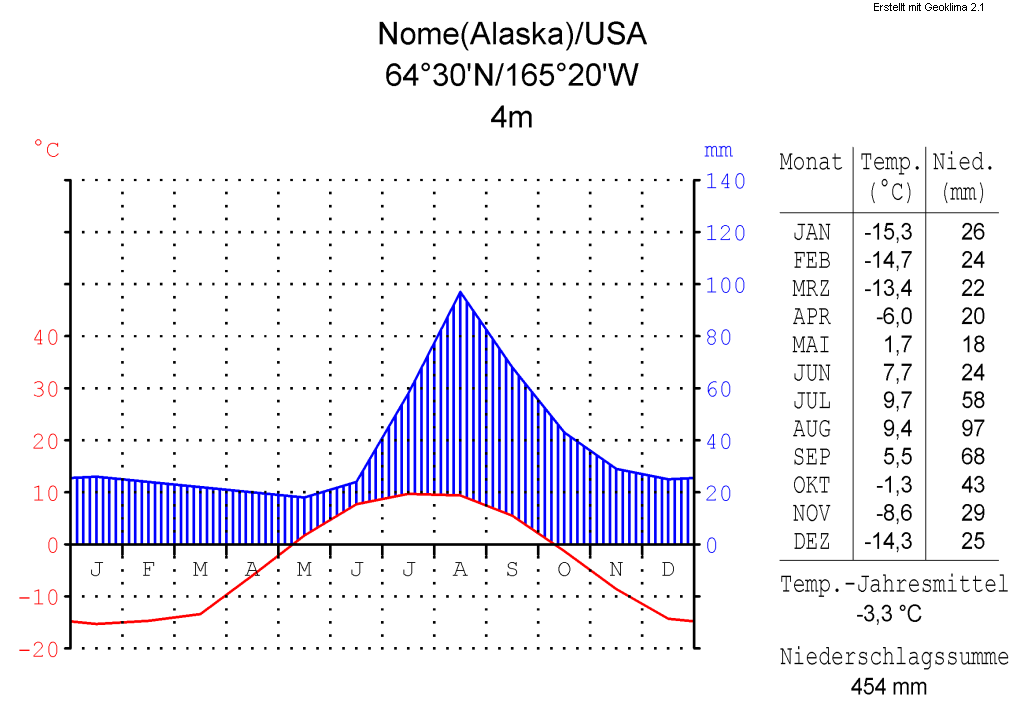
Climat local.

Les retardataires étaient jaloux des premiers découvreurs et tentaient de « faire sauter » les titres miniers originaux pour obtenir des concessions minières couvrant le même territoire. Le juge de la Cour fédérale jugea les originaux valides, mais certains ont accepté de partager leur concession invalide avec d'influents politiciens de la capitale. Alexander McKenzie (en), un haut-gradé du parti républicain, originaire du Dakota du Nord, a manifesté un comportement partial dans l'affaire, s'étant assuré que son pantin Arthur Noyes soit nommé comme juge fédéral dans la région de Nome. Ils se sont  acoquinés ensemble en Alaska pour entreprendre de voler les plus riches mines aurifères de Nome. Les autorités ont mis fin à leurs usurpations sans vergogne grâce à l'intervention d'un juge de la Cour fédérale. Rex Beach en a fait un roman, The Spoilers, l'un des livres les plus vendus en 1906. Il a été porté sur scène, puis cinq fois au grand écran, incluant une version mettant en vedette John Wayne et Marlene Dietrich.
Au total, au moins 3,6 millions onces d'or ont été officiellement exploitées à Nome, et ce, de manière souvent anarchique, avec des dégâts encore visibles sur l’environnement.
Des incendies en 1905 et en 1934 et de violentes tempêtes en 1900, 1913, 1945 et 1974 ont détruit une grande partie de l’architecture typique de l’époque de la ruée vers l'or à Nome.
La ville est connue pour avoir été frappée, l'hiver 1925, par une épidémie de diphtérie. Alors que la glace et un blizzard persistant empêchaient tout envoi de sérum par avion ou bateau, un traîneau parvint à rejoindre Nome avec le sérum salvateur. Le dernier musher du relais s'appelait Gunnar Kaasen et le leader des chiens Balto. Ce dernier possède une statue, réalisée par F.G. Roth, près du zoo de Central Park, New York, et une autre dans le centre d'Anchorage, Alaska. Chaque année, la course de traîneaux Iditarod ou Route du sérum ou « course de la miséricorde » commémore cet événement. Un dessin animé, Balto, réalisé en 1995, propose une interprétation de cet événement du point de vue du chien. Un film a également été réalisé en 2019 : Togo. Il reprend cette histoire, mais en se tournant sur un autre équipage, celui de Leonhard Seppala et de son chien Togo. Depuis 2012, la série de télé-réalité Bering Sea Gold, également appelée Gold Divers au Royaume-Uni (18 saisons, 169 épisodes), intégralement tournée à Nome et dans sa région, raconte le travail des chercheurs d'or qui y drague les fonds marins.
Lors de la Seconde Guerre mondiale, Nome était le dernier arrêt des vols aériens entre les États-Unis et l'Union soviétique. La piste d'atterrissage est toujours en service. Des troupes étaient stationnées dans la ville, laissant derrière elles notamment des hangars Birchwood, dont un a été confié à un groupe local en vue de le restaurer[réf. nécessaire].

## Géographie

### Démographie
| 1900   | 1910  | 1920 | 1930  | 1940  | 1950  |
| ------ | ----- | ---- | ----- | ----- | ----- |
| 12 488 | 2 600 | 852  | 1 213 | 1 559 | 1 876 |

| 1960  | 1970  | 1980  | 1990  | 2000  | 2010  |
| ----- | ----- | ----- | ----- | ----- | ----- |
| 2 316 | 2 357 | 2 301 | 3 500 | 3 505 | 3 598 |

### Climat
| Mois                                  | jan.     | fév.     | mars     | avril    | mai      | juin    | jui.    | août    | sep.     | oct.     | nov.     | déc.     | année         |
| ------------------------------------- | -------- | -------- | -------- | -------- | -------- | ------- | ------- | ------- | -------- | -------- | -------- | -------- | ------------- |
| Température minimale moyenne (°C)     | −18,9    | −17,1    | −16,9    | −8,9     | −0,6     | 5,3     | 7,9     | 6,9     | 2,9      | −3,9     | −11      | −16,7    | −5,9          |
| Température moyenne (°C)              | −14,7    | −12,8    | −12,4    | −5,2     | 2,9      | 9,1     | 11,1    | 10,1    | 6,2      | −0,9     | −7,7     | −12,7    | −2,2          |
| Température maximale moyenne (°C)     | −10,4    | −8,4     | −8       | −1,4     | 6,4      | 12,8    | 14,3    | 13,3    | 9,4      | 2,2      | −4,3     | −8,8     | 1,4           |
| Record de froid (°C) date du record   | −48 1989 | −41 1978 | −43 1971 | −34 1968 | −24 1949 | −7 1931 | −2 1934 | −5 1913 | −13 1992 | −23 1966 | −39 1948 | −41 1929 | −48 27/1/1989 |
| Record de chaleur (°C) date du record | 11 2014  | 9 1986   | 7 1938   | 16 1940  | 26 1981  | 30 2013 | 30 1968 | 28 1966 | 22 1979  | 15 2016  | 10 1928  | 6 1969   | 30 31/7/1977  |
| Ensoleillement (h)                    | 62,2     | 104,1    | 205      | 245,3    | 290,3    | 275,3   | 250,3   | 178,1   | 153,6    | 116,7    | 66,4     | 53       | 2 000,3       |
| Précipitations (mm)                   | 23,9     | 25,1     | 18,8     | 18,8     | 22,6     | 25,1    | 59,7    | 81,8    | 55,9     | 46,7     | 32,3     | 26,7     | 437,4         |
| dont neige (cm)                       | 36,3     | 38,4     | 26,2     | 18,3     | 6,1      | 0,5     | 0       | 0       | 1,3      | 13       | 30,5     | 39,9     | 210,5         |
| Nombre de jours avec précipitations   | 10       | 10,4     | 8,8      | 7,9      | 8,8      | 8,7     | 12,6    | 14,8    | 13,6     | 12,9     | 11       | 11,4     | 130,9         |
| Humidité relative (%)                 | 72,3     | 69,4     | 70,6     | 73,7     | 73,7     | 74,1    | 78,5    | 79,7    | 75,1     | 74,1     | 74,5     | 71,6     | 73,9          |
| Nombre de jours avec neige            | 10,9     | 11,1     | 9,8      | 7,5      | 2,8      | 0,2     | 0       | 0       | 0,8      | 5,5      | 10,7     | 12,2     | 71,5          |

| Diagramme climatique                                  |               |             |              |             |             |             |             |            |             |             |               |
| J                                                     | F             | M           | A            | M           | J           | J           | A           | S          | O           | N           | D             |
| −10,4−18,923,9                                        | −8,4−17,125,1 | −8−16,918,8 | −1,4−8,918,8 | 6,4−0,622,6 | 12,85,325,1 | 14,37,959,7 | 13,36,981,8 | 9,42,955,9 | 2,2−3,946,7 | −4,3−1132,3 | −8,8−16,726,7 |
| Moyennes : • Temp. maxi et mini °C • Précipitation mm |               |             |              |             |             |             |             |            |             |             |               |

## Transports
Nome est desservie par son aérodrome. Une route relie Nome à quelques lieux isolés, cependant il n'y a pas de grande route reliant Nome aux villes importantes d'Alaska.

## Jumelage
- Bocas del Toro (Panama)

## Dans la culture populaire

### Littérature
- The Spoilers de Rex Beach  (1906)

### Cinéma
- Les Écumeurs (The Spoilers, 1942)
- Le Grand Sam (North to Alaska, 1960) : lieu principal de l'action à l'époque de la ruée vers l'or
- Balto, Balto 2, Balto 3 (1995, 2002, 2004).
- Phénomènes paranormaux (The Fourth Kind, 2009).

## Galerie d'images

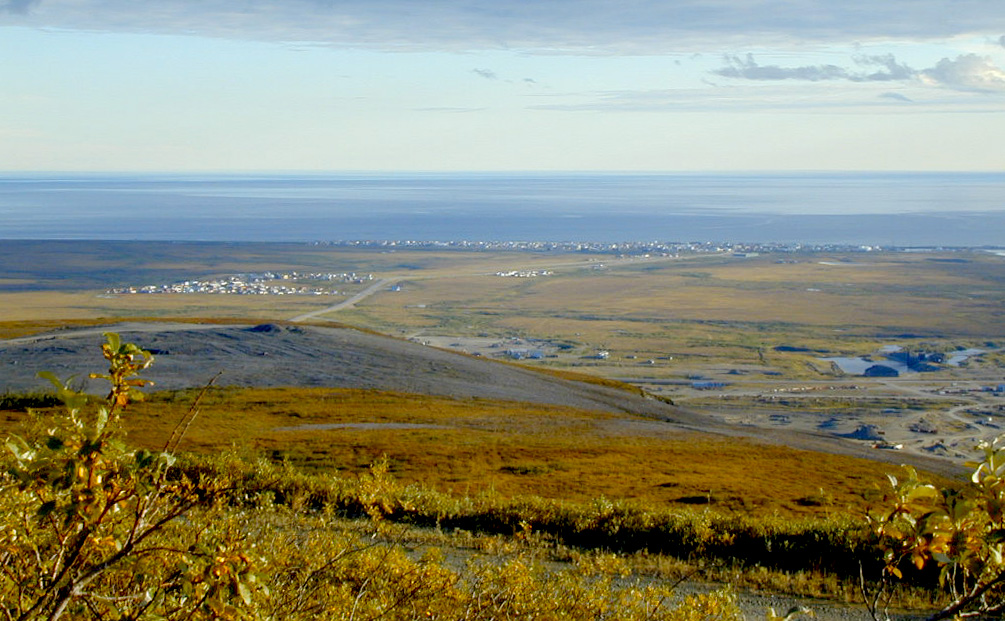
Panorama de la ville.
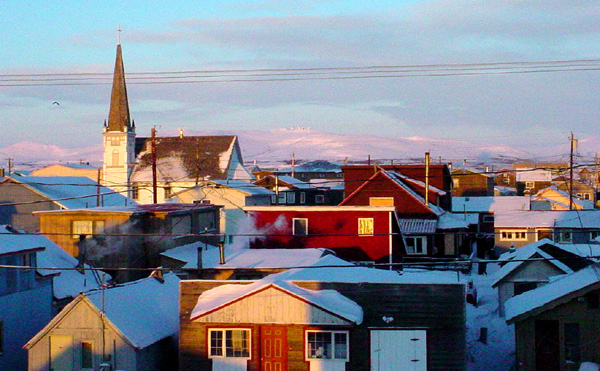
Centre-ville.
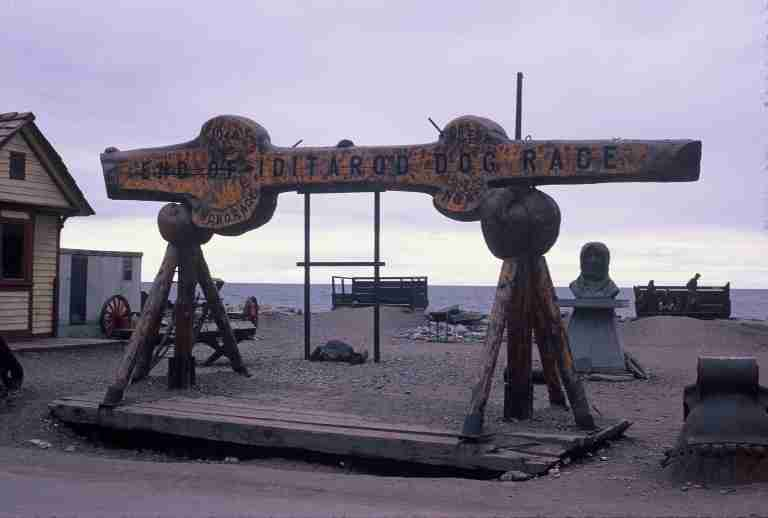
End of Iditarod race monument à Nome.

## Personnalités
- James H. Doolittle (1896-1993) y a vécu son enfance.
- Balto (1919-1933) chien d'attelage y ayant vécu et réalisé les 50 derniers km de la course au sérum de 1925, sauveur de Nome.
- Togo (1913-1929) chien d'attelage y ayant vécu et réalisé plus de 425km lors de la course au sérum de 1925, sauveur de Nome.

### Vidéographie
- Documentaire « Alaska », dans la série « Lonely Planet, les routes insolites » (« Lonely Planet, Roads Less Travelled » en anglais), diffusé pour la première fois en 2009
- Phénomènes paranormaux, film de science-fiction (2009).